# Isochromodes chiron
Isochromodes chiron là một loài bướm đêm trong họ Geometridae.